# Gutsherrschaft
Gutsherrschaft ist die Bezeichnung für eine feudale Herrschaftsform, die sich seit dem Mittelalter mit der Ostkolonisation in den östlichen Gebieten des Heiligen Römischen Reichs entwickelte. Sie ging auf die Grundherrschaft zurück, die im Westen des Reiches die dominierende Form blieb. Im Osten setzte sich hingegen die Gutsherrschaft als bestimmende, wenn auch nicht einzige Form der Agrarverfassung durch. Seit dem 16. Jahrhundert entstand daraus der Typus des ostelbischen Junkers. Ein bei der Ritterschaft inkorporiertes und damit landtagsfähiges Gut wird als Rittergut bezeichnet.

## Herrschaftsform

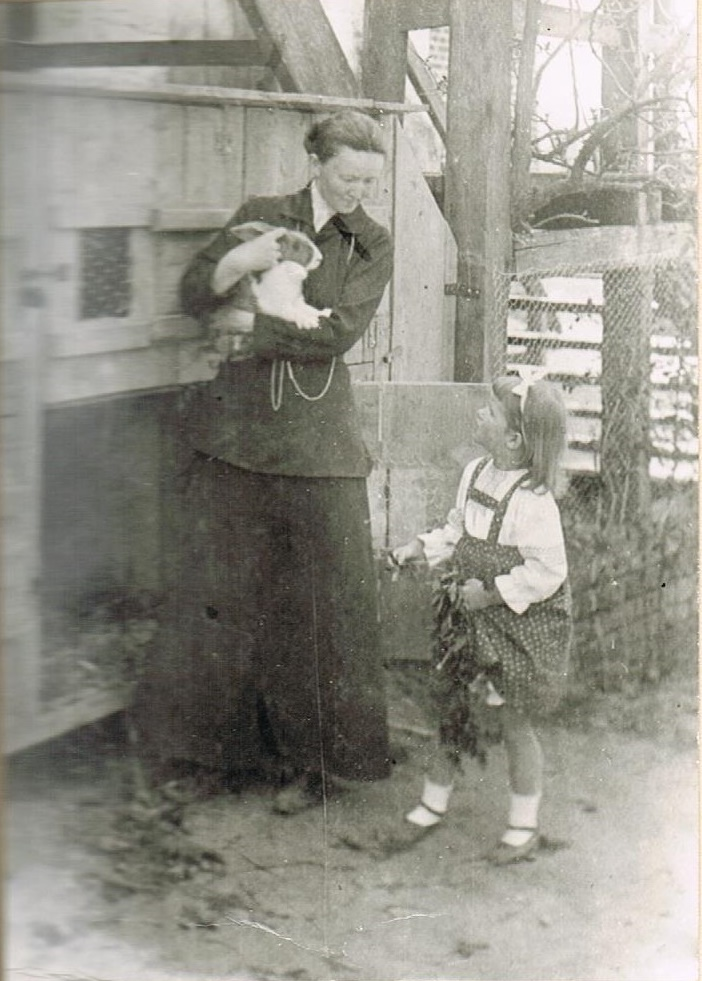
Gutsherrin in Ostpreußen (1916)

Der adelige Gutsherr verfügte nicht nur über weiträumiges Grundeigentum von 100 oder mehr ha (Gutsbezirk), auf dem überwiegend Getreide angebaut und häufig auch handwerkliche Produktion mit örtlichem Monopol ausgeübt wurde (Braugerechtsame, Mühlenzwang, Ziegel- und Kalkbrennmonopole), sondern hatte auch mittels Erbuntertänigkeit sowie übertragener Straf- und Polizeigewalt (Patrimonialgerichtsbarkeit) in der Agrargesellschaft eine beherrschende Stellung als Mittler der landesherrlichen Gewalt inne.
Die Bauern mussten im höheren Maß als im westlichen Reich Abgaben zahlen und auf herrschaftlichen Gütern arbeiten, Freizügigkeit bestand für sie praktisch nicht. Das Bauernlegen wurde intensiver und bis in das 18. Jahrhundert ohne Widerstand der Landesherren ausgeübt. Die Mehrheit der Bauern sank auf den Status von Landarbeitern herab.
Erst zu Beginn des 20. Jahrhunderts erlosch diese Funktionsweise allmählich und wurde in Deutschland und Österreich in den 1920er-Jahren gesetzlich abgeschafft. Die deutschen Gutsbezirke wurden ab Ende der 1920er Jahre endgültig aufgelöst. In Hessen bestehen bis in die Gegenwart gemeindefreie moderne Gutsbezirke fort.

## Redewendung
Die Redewendung „etwas nach Gutsherrenart [zu] tun“ bezieht sich auf diese herausragende Rechtsstellung und kritisiert kontemporäres Verhalten, das die Interessen anderer derartig ignoriert, wie es zuletzt zu Zeiten üblich war, in denen Gutsherren nicht erwarten mussten, für Verhalten nach Gutsherrenart kritisiert zu werden.